# Alexandra, aime ma femme et aimez-moi
Pour plus de détails, voir Fiche technique et Distribution.
Alexandra, aime ma femme et aimez-moi (Addio, Alexandra) est une comédie romantique italienne réalisée par Enzo Battaglia et sortie en 1969.
Le film a été présenté hors compétition en avant-première à la Mostra de Venise 1969.

## Fiche technique
- Titre français : Alexandra, aime ma femme et aimez-moi[2]
- Titre original italien : Addio, Alexandra[3]
- Réalisation : Enzo Battaglia
- Scénario : Enzo Battaglia, Guido Leoni
- Photographie : Elio Bisignani (it)
- Montage : Enzo Battaglia, Deo Bersanetti
- Musique : Piero Piccioni
- Production : Glenn Saxson
- Société de production : Intercontinental Arts
- Pays de production :  Italie
- Langue originale : italien
- Format : couleurs - son mono - 35 mm
- Genre : comédie romantique
- Durée : 91 minutes
- Dates de sortie : 
  - Italie : août 1969 (Mostra de Venise 1969) ; 16 octobre 1969 (sortie nationale)
  - France : 24 mai 1972

## Distribution
- Pier Angeli : Alexandra
- Glenn Saxson : Stefano
- Colette Descombes : Elisabetta
- Anna Perego
- Filippo Perego
- Margherita Simoni